# New Orleans WCT 1974
Il New Orleans WCT 1974 è stato un torneo di tennis. È stata la 1ª edizione del torneo che fa parte del World Championship Tennis 1974. Si è giocato a New Orleans negli USA dal 1° al 7 aprile 1974.

## Campioni

### Singolare maschile
John Newcombe ha battuto in finale  Jeff Borowiak con il punteggio di 6–4 6–2

### Doppio maschile
Robert Lutz /  Stan Smith hanno battuto in finale  Owen Davidson /  John Newcombe con il punteggio di 4–6, 6–4, 7–6